# Administración Presidencial de Azerbaiyán
La Administración presidencial de Azerbaiyán (en azerí Azərbaycan Respublikası Prezidentinin Administrasiyası) es una autoridad administrativa encargada de la aplicación de las responsabilidades constitucionales del  Presidente de la República de Azerbaiyán. La dirección general de la Administración se realiza por el presidente. El Jefe de la Administración es Ramiz Mekhtiyev.
La sede de la Administración se encuentra en Bakú. La responsabilidad de la Administración es la realización de las autoridades constitucionales del Presidente. En su parte, el presidente forma la Administración y nombra al Jefe.

## Actividad
Entre las responsabilidades de la Administración están la preparación de los proyectos de leyes, decretos  y órdenes para presentarlos a la Asamblea Nacional por el presidente. La Administración también controla y verifica la aplicación de los leyes, decretos y órdenes del Presidente,  presenta al Presidente los informes pertinentes.  Además, la Administración tiene que garantizar la colaboración del Presidente con los partidos políticos, organizaciones públicos, sindicatos, autoridades gubernamentales y funcionarios de los estados extranjeros, figuras políticas y públicas locales como extranjeras, organizaciones internacionales, etc.
En la estructura de la Administración existe un departamento de las cartas, que analiza todas las cartas y solicitudes recibidas y las retransmite a las oficinas correspondientes de la Administración o los autoridades gubernamentales. La información importante de las cartas y solicitudes se incluyen al informe para el Presidente.
La Administración no incluye la gestión de los asuntos presidenciales. Existe la Oficina del Presidente, que se encarga de aseguramiento financiero, técnico y material de las actividades del Presidente y la Administración.

## Edificio de la sede
La Administración del presidente está situada en la capital azerbaiyana, Bakú, en la calle Istiglaliyet.
El edificio de la sede de la Administración se denomina el Palacio del Presidente. En años anteriores se denominó Comité Centras del Partido Comunista de Azerbaiyán. Allí se encuentran la Administración Presidencial y la Oficina del Presidente de la República de Azerbaiyán.
Es un edificio de 16 pisos, forrado de mármol y granito. El proyecto del edificio fue aprobado el octubre de 1977. Director del proyecto fue Fuad Orudjov, el arquitecto – Tahir Allahverdiev y diseñador – Madat Khalafov. La construcción del edificio fue comenzada en 1978 y puso en funcionamiento en 1986.

## Estructura de la Administración
- Servicio del consejero de Estado sobre cuestiones de la política económica
- Servicio del consejero de Estado sobre cuestione de las minorías nacionales y estructuras religiosas
- Secretaría del Presidente de la República de Azerbaiyán
- Servicio del Portavoz del Presidente de la República de Azerbaiyán
- Servicio del protocolo del Presidente de la República de Azerbaiyán
- Dependencia de fuerzas del orden
- Departamento legislativo y de examen jurídico
- Dependencia de la política humanitaria
- División de relaciones exteriores
- Dependencia social y político
- Departamento de análisis político y gestión de la información
- Departamento de control estatal
- Dependencia de la política económica
- Departamento de recursos humanos
- Dependencia de los documentos y solicitudes de la población
- Dependencia de las publicaciones y traducciones
- Oficina del Presidente de la República de Azerbaiyán[5]